# Francis Schaeffer
Francis August Schaeffer (Philadelphia, 30 januari 1912 - Rochester (Minnesota), 15 mei 1984) was een Amerikaans theoloog, filosoof en Presbyteriaans predikant. Hij is het meest bekend om zijn boeken en het oprichten van de gemeenschap L'Abri in Zwitserland. In tegenstelling tot het theologische modernisme, bepleitte Schaeffer een orthodox-protestants geloof en een presuppositionele benadering van christelijke apologetiek. Verschillende wetenschappers geven aan dat de ideeën van Schaeffer hebben bijgedragen aan de opkomst van christelijk rechts. 

## Levensloop
Schaeffer studeerde in 1935 cum laude af van Hampden-Sydney College. In datzelfde jaar trouwde hij met Edith Serville, dochter van zendelingen die in China hadden gewerkt. Daarna studeerde hij aan Westminster Theological Seminary. In 1937 stapte hij over op Faith Theological Seminairy waar hij in 1938 afstudeerde en een aanstelling tot predikant kreeg binnen de Presbyterian Church in America. Hij was werkzaam bij kerken in Grove City (Pennsylvania), Chester (Pennsylvania) en in Saint Louis (Missouri). De familie Schaeffer verhuisde in 1948 naar Zwitserland en begon daar in 1955 met de gemeenschap L'Abri, een retraitehuis in Huémoz (Zwitserse Alpen), waar men zich enige tijd kan terugtrekken voor bezinning en overdenking. Het initiatief vond navolging in andere landen, waaronder Nederland (Eck en Wiel).
Door de jaren heen ontving Schaeffer verschillende eredoctoraten.